# Dietrich Krause (Mediziner, 1920)
Dietrich Gustav Ernst Krause (* 13. Juni 1920 in Hannover) ist ein deutscher Veterinärmediziner.

## Leben
Dietrich Krause wurde als Sohn des Architekten Kurt Krause geboren. Zum Sommersemester 1938 begann er das Studium an der Tierärztlichen Hochschule Hannover und wurde Mitglied des Corps Normannia Hannover. Die tierärztliche Approbation erhielt er im Wintersemester 1941/42. Im Oktober 1942 wurde er Assistent am Pharmakologischen Institut der Tierärztlichen Hochschule Hannover. Ab Februar 1944 leistete er in der Wehrmacht als Veterinär der Reserve Kriegsdienst. Nach Kriegsende setzte er seine Assistententätigkeit am Pharmakologischen Institut in Hannover fort, wo er 1946 zum Dr. med. vet. promoviert wurde. Dort habilitierte er sich auch als zweiter Tierarzt in der Geschichte des Instituts 1950 zum Dr. med. vet. habil. In der Folgezeit war er Privatdozent für Pharmakologie. Im April 1956 wurde er zum außerordentlichen Professor der Tierärztlichen Hochschule Hannover ernannt.
Krause arbeitete über die Pharmakologie des autonomen Nervensystems. Er war Mitautor des Werks Lehrbuch der allgemeinen Therapie für Tierärzte.

## Schriften
- Kreislaufwirkung von Pervitin, 1946
- Über den Mechanismus der gefäßerweiternden Adrenalinwirkung, 1950
- Lehrbuch der allgemeinen Therapie für Tierärzte, 7. umgearbeitete und erweiterte Auflage, 1952 (zusammen mit Eugen Fröhner und Richard Völker)